# Companhia Estadual de Energia Elétrica
A Companhia Estadual de Energia Elétrica (CEEE) foi uma empresa do setor elétrico brasileiro fundada na primeira metade do século XX. Atuava na geração, transmissão e distribuição de energia elétrica destinados ao suprimento do Rio Grande do Sul.

## Histórico

### Privatização parcial
A Lei Estadual nº 10.900/1996 promoveu uma reestruturação societária e patrimonial da CEEE, tendo esta sido desdobrada em várias empresas.
Em outubro de 1997, foi realizado o leilão de privatização na Bolsa de Valores do Extremo Sul de duas empresas distribuição de energia da CEEE. A Companhia Norte-Nordeste de Distribuição de Energia foi adquirida pelo consórcio formado por VBC Energia (Votorantim, Bradesco e Camargo Correa), PREVI e CEA (com sede nos Estados Unidos) por R$ 1,635 bilhão (ágio de 82,62%), dando origem à RGE. A Companhia Centro-Oeste de Distribuição de Energia Elétrica foi adquirida pela AES Corporation por R$ 1,51 bilhão, dando origem à AES Sul. Apenas parte da área da região metropolitana de Porto Alegre, Centro-Sul, Sul e o litoral gaúcho continuaram a ser atendidos pela distribuição de energia da estatal.
Em julho de 1997, foi constituída a Companhia de Geração Térmica de Energia Elétrica - CGTEE, que passou a controlar as usinas termelétricas da CEEE. Em 30 de novembro de 1998, a CGTEE foi transferida para a União em troca da renegociação da dívida do estado. Em 30 de junho de 2000, a empresa foi transferida para a Eletrobras. A CEEE permaneceu apenas com as suas usinas hidrelétricas e seu parque de transmissão de energia.

### Criação daholding
Em dezembro de 2006 ocorreu a reestruturação societária da Companhia Estadual de Energia Elétrica, em atendimento à Lei Federal 10.848 de 2004, surgindo o Grupo CEEE, formado pela empresa holding denominada Companhia Estadual de Energia Elétrica Participações (CEEE Par) e suas duas controladas: a Companhia Estadual de Geração e Transmissão de Energia Elétrica (CEEE GT) e a Companhia Estadual de Distribuição de Energia Elétrica (CEEE D), permanecendo o governo do estado do Rio Grande do Sul com o controle acionário e o poder de gestão de todas as empresas oriundas do processo de reestruturação.